# Chase Woodlands
Chase Woodlands ist ein 85 Acres (34,4 ha) großes Naturschutzgebiet bei der Stadt Dover im Bundesstaat Massachusetts der Vereinigten Staaten, das von der Organisation The Trustees of Reservations verwaltet wird.
Im Wald des Schutzgebiets, das seit den 1950er Jahren der Familie Chase gehörte, die es 1993 den Trustees schenkte und das seitdem ihren Namen trägt, dominieren Weymouth-Kiefern, Buchen, Hemlocktannen und Gelb-Birken. Es handelt sich ausschließlich um Neupflanzungen, da der ursprüngliche Wald im späten 18. und frühen 19. Jahrhundert gerodet wurde, um Platz für die Landwirtschaft zu gewinnen. Insgesamt stehen 2,5 mi (4 km) an teilweise an den regionalen Charles River Link Trail angeschlossenen Wanderwegen zur Verfügung. Außerdem besteht eine Anbindung an das benachbarte, ebenfalls durch die Trustees betreute Schutzgebiet Peters Reservation.